# 다케노코섬
다케노코섬(일본어: 竹ノ子島 다케노코지마[*])은 일본 야마구치현 시모노세키시 남서쪽 끝에 있는 섬이다. 다케노코 다리로 히코섬과 연결되어 있으며, 섬의 뒷쪽 해안에서 날씨가 좋으면 기타큐슈 공업 지대와 무쓰레섬을 볼 수 있다. 그러나, 페트병 등의 쓰레기가 있는 경우가 많으며, 해안이 더럽다.